# Quartet de corda núm. 1 (Smetana)
El quartet de corda núm. 1 (De la meva vida, en txec: Z mého života) en mi menor va ser compost per Bedřich Smetana el 1876. Es va estrenar a Praga el 29 de març de 1879 per un conjunt liderat per Ferdinand Lachner, marcant un moment significatiu en la trajectòria del compositor en música de cambra.

## Moviments
Aquest quartet està compost de quatre moviments i la seva execució dura aproximadament una mitja hora.
1. Allegro vivo appassionato
2. Allegro moderato a la Polca
3. Largo sostenuto
4. Vivace

## Anàlisi
Durant els seus anys de maduresa, Smetana va compondre tres obres de cambra: un trio per a piano el 1855 en memòria de la seva filla i dos quartets de corda, un el 1876 i l’altre el 1882. El seu primer quartet va ser inicialment rebutjat per la Societat de Música de Cambra de Praga per ser considerat massa orquestral i difícil tècnicament. Smetana, però, va defensar que la seva obra no seguia un estil de quartet tradicional, sinó que es basava en la inspiració del tema i les circumstàncies. Aquest quartet es va interpretar per primera vegada a Praga el 1879.
Considerat una obra amb un fort component autobiogràfic, Smetana el va compondre durant un moment difícil de la seva vida, en què ja no albirava cap esperança de recuperació de la sordesa que anava empitjorant, i des d’una profunda malenconia, evocava els anys llunyans de la seva joventut. «És un reflex de la meva vida i de la catàstrofe que significa la sordesa total», escrivia en una carta de començaments de 1879.
El primer moviment, Allegro vivo appassionato, en forma de sonata modificada, presenta dos temes, el del «destí» i el dels «anhels de joventut», i -segons Smetana- «expressa la meva inclinació juvenil envers l'art, l'atmosfera romàntica, l'anhel inaprehensible cap a alguna cosa que no puc expressar ni definir, i també una espècie de premonició de la meva futura desgràcia». La coda del moviment descriu els brunzits que ferien l'orella del músic. Les danses tenen el seu lloc reservat en l'Allegro moderato alla polca, records de la seva feliç joventut. El Largo sostenuto pretén descriure el seu primer amor mitjançant un malenconiós lirisme, que no exclou episodis de diversa índole, canvis d'ànim i inserció de cançons. El quart moviment, Vivace, descriu l'entusiasme pel descobriment de la identitat musical nacional i tracta temes txecs diversos en una atmosfera d'alegria creadora, fins a l'arribada de la desgràcia: successió de vivaces temes dansaires fins a la sobtada presència d'acords ostinatos i ombrívols.
Smetana inaugurà amb aquesta obra i amb la de 1883 una tradició al seu país que va donar fruits tan importants com els quartets d'Antonín Dvořák.